# Grammitis daguensis
Grammitis daguensis là một loài dương xỉ trong họ Polypodiaceae. Loài này được Hieron. C.V. Morton mô tả khoa học đầu tiên năm 1967.